# Сибірський цирульник
«Сибі́рський циру́льник» (рос. «Сибирский цирюльник») — виробництва Росії, Франції, Італії й Чехії 1998 року режисера Микити Михалкова. Історична драма.

## Сюжет
Роки правління Олександра III. «Сибірський цирульник» — парова самохідна лісопилка, замовлення на виробництво якої намагається отримати в російських державних органах американський авантюрист Маккрекен. Для своєї підтримки він викликає до Москви Джейн, чиє завдання — зачарувати генерала Радлова й умовити його дати згоду на розробку машини. На шляху Джейн знайомиться з юнкером Андрієм Толстим. Він закохується в іноземку і в пориві ревнощів б'є суперника-генерала. Колишнього юнкера, закутого в кайдани, відправляють до Сибіру, розлучивши з коханою.

## У ролях
- Олег Меньшиков — Андрій Толстой
- Джулія Ормонд — Джейн
- Олексій Петренко — генерал Радлов
- Річард Гарріс — Дуглас МакКрекен
- Марат Башаров — Палієвський
- Віктор Вержбицький — ад'ютант Великого Князя
- Дворжецький Євген Вацлавович
- Дронов Георгій Олександрович — Назаров
- Філіп Дьячков — Царевич
- Ільїн Олександр Адольфович — купець
- Ільїн Володимир Адольфович — капітан Мокін
- Зайцев Володимир Іванович — ад'ютант Радлова
- Леонтьєв Авангард Миколайович — дядько Микола
- Артем Михалков — Бутурлін
- Надія Михалкова — дівчинка на ярмарку
- Ганна Михалкова — Дуняша
- Нейолова Марина Мстиславівна — мати Толстого
- Набатова Іжід — Велика Княгиня
- Микита Міхалков — Імператор Олександр III
- Даніель Ольбрихський — Копновський
- Рено Езабель — Імператриця
- Елізабет Спріггс — Перепьолкіна
- Євген Стєблов — Великий Князь
- Татаренко Микита Дмитрович — Алібеков
- Роберт Гарді — Форстен
- Олександр Яковлєв — Максимович
- Андрій Барило — юнкер
- Ольга Анохіна — губернаторша
- Володимир Горюшин — Кузьма, кучер

## Творча група
- Сценарій: Микита Михалков, Рустам Ібрагімбеков
- Режисер: Микита Михалков
- Оператор: Павло Лебешев
- Композитор: Едуард Артем'єв